# Инвернес (Колорадо)
Инвернес (енгл. Inverness) насељено је место без административног статуса у америчкој савезној држави Колорадо.

## Демографија
По попису из 2010. године број становника је 1.532.
| Група             | 2000.    | 2010.         |
| Белци             | 0 (0,0%) | 1.189 (77,6%) |
| Афроамериканци    | 0 (0,0%) | 57 (3,7%)     |
| Азијати           | 0 (0,0%) | 110 (7,2%)    |
| Хиспаноамериканци | 0 (0,0%) | 139 (9,1%)    |
| Укупно            | 0        | 1.532         |